# Trichoglossus rubritorquis
Il lorichetto dal collare rosso (Trichoglossus rubritorquis) è un uccello della famiglia Psittaculidae che vive in Australia settentrionale.